# Rubus anisacanthopsis
Rubus anisacanthopsis är en rosväxtart som beskrevs av Heinrich E. Weber. Rubus anisacanthopsis ingår i släktet rubusar, och familjen rosväxter. Inga underarter finns listade i Catalogue of Life.